# Películas de luchadores
Las películas de Luchadores (o películas de Lucha Libre) son películas mexicanas de lucha libre profesional combinadas con géneros como acción, ciencia ficción, y terror, y protagonizadas por algunos de los luchadores enmascarados más populares de la Lucha libre mexicana. Los luchadores son retratados como superhéroes que participan en batallas contra una variedad de personajes, desde espías hasta vampiros y marcianos. 
Estas películas eran de bajo presupuesto y se producían rápidamente. Casi todas las películas de lucha incluían secuencias de acción de peleas a puñetazos y lucha libre dentro y fuera del ring, que eran coreografiadas e interpretadas por los propios luchadores profesionales, sin la ayuda de dobles. La popularidad del género alcanzó su punto máximo entre mediados de los años 1960 y principios de los años 1970, durante el transcurso de La nueva ola. Se produjeron al menos 150 películas de luchadores a partir de la cinta Huracán Ramírez, lanzada en 1953.

## Historia
Una de las estrellas del cine de luchadores mexicanos más conocidas fue El Santo, quien protagonizó 52 películas. Luis Enrique Vergara, el productor de los filmes de El Santo y Mil Máscaras, también creó una serie de Blue Demon, similar a las historias que aparecían entonces en los cómics semanales mexicanos. Blue Demon protagonizó 25 películas de Lucha. Vergara solía elegir actrices de gran belleza física para las películas, como Altia Michel, Isela Vega, o Lorena Velázquez, que fungían como atractivo visual o para complementar la masculinidad de los superhéroes.
En 1965, Santo abandonó al productor Vergara por una disputa contractual, mientras que Blue Demon sufrió lesiones y, por lo tanto, no pudo trabajar. Vergara descubrió a Aaron Rodríguez, un joven luchador, y le ofreció protagonizar como Mil Máscaras. Máscaras fue la primera personalidad de superhéroe/luchador creada específicamente para el cine, y protagonizó 20 películas de lucha, incluida Enigma de muerte (1969) con John Carradine.
Las películas de lucha también fueron protagonizadas por otros luchadores enmascarados, incluidos Tinieblas, Rayo de Jalisco Sr., El Médico Asesino, El Fantasma Blanco, y Superzan. La película de luchadores de mayor éxito en México fue Las Momias de Guanajuato. En esa película de 1970, El Santo, Blue Demon y Mil Máscaras se unen para luchar contra un grupo de momias reanimadas. Cuando el productor estadounidense K. Gordon Murray compró los derechos de tres de las películas de lucha libre del Santo, las dobló al inglés para lanzarlas en home video, cambiándole el nombre al Santo por el de «Samson». Las películas Santo vs. Las Mujeres Vampiro de 1962, y Santo en el tesoro de Drácula de 1969, aparecieron en episodios de Mystery Science Theater 3000.

### Decadencia
La popularidad de las películas de lucha libre comenzó a declinar a mediados de la década de 1970, y esencialmente llegó a su fin en 1975 con el inició del cine de ficheras.

## Legado
En el siglo XXI, se han realizado algunas películas inspiradas en este género; incluyendo una trilogía de películas mexicanoestadounidenses protagonizadas por Mil Máscaras, que comenzó en 2007 con Mil Mascaras vs. the Aztec Mummy, proseguida por Academy of Doom de 2008, y concluida con Aztec Revenge de 2015.